# متصفح عطارد
متصفح عطارد هو متصفح مجاني للهواتف  المحمولة بنظام التشغيل اندرويد، مطور من طرف iLegendSoft.  يستخدم Webkit engine.[بحاجة لمصدر] كان سابقا متاح لل أي أو اس، ولكن في وقت ما في عام 2017 تمت إزالته من المتجر.

## الميزات
متصفح عطارد يدعم التصفح المبوب، حيث يمكن للمستخدمين من التبديل بين صفحات الويب مع فتح علامات تبويب متعددة إما في الجزء العلوي من الشاشة أو الصورة المصغرة في الجزء السفلي. المتصفح يدعم أيضا فتح أكثر من عشرة تبويبات، يمكن مزامنة المتصفح مما يسمح للمستخدم من مزامنة اشارات  موزيلا فايرفوكس أو جوجل كروم من سطح المكتب لديه ميزة الوضع  الخاص الوضعية التي توقف المتصفح من تسجيل المستخدم ومن ان يبقى مجهولا على الإنترنت، حجب الاعلانات ميزة الوضع الليلي تتمتل في خفض سطوع  شاشة  العرض للقراءة.
أدوبي فلاش في المتصفح معتمد فقط في إصدار الاندرويد.